# Archidiecezja lublańska

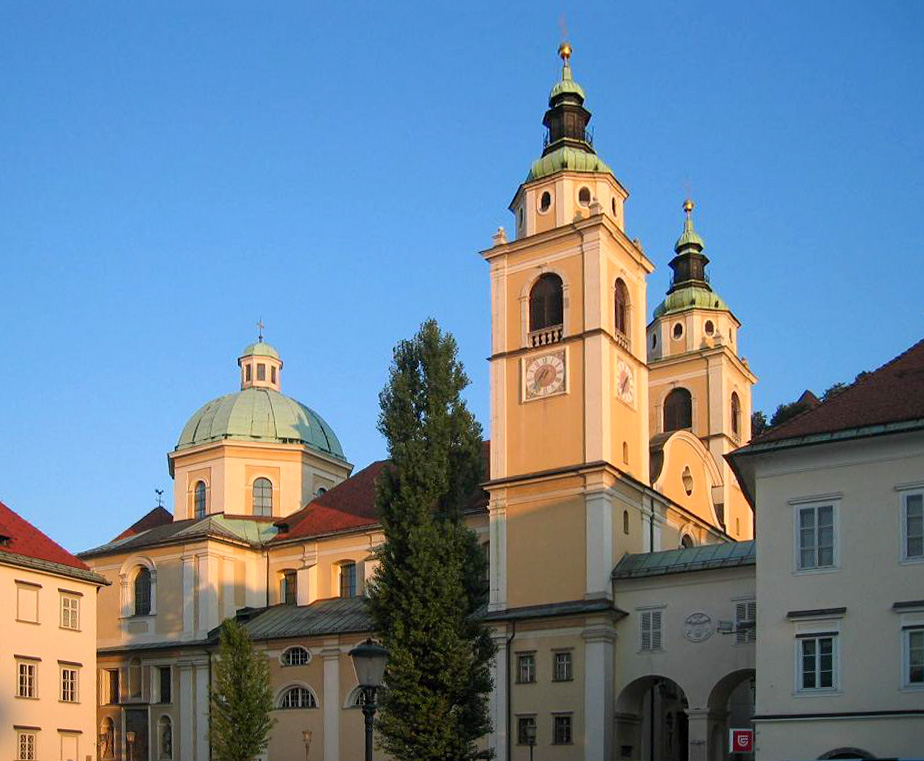
Katedra św. Mikołaja w Lublanie

Archidiecezja lublańska (łac. Archidioecesis Labacensis, słoweń. Nadškofija Ljubljana) – katolicka archidiecezja słoweńska położona w północno-zachodniej części kraju. Siedziba arcybiskupa znajduje się w katedrze św. Mikołaja w Lublanie.

## Historia
Diecezja lublańska została ustanowiona przez papieża Eugeniusza IV bullą z 6 grudnia 1461 r. przez wydzielenie z patriarchatu akwilejskiego Krainy, stanowiącej w tamtym okresie terytorium Księstwa Krainy pod władzą Habsburgów. Została ona bezpośrednio podporządkowana Stolicy Apostolskiej.
22 grudnia 1961 r. diecezja została podniesiona do rangi archidiecezji i metropolii, której podporządkowano biskupstwa w Koprze i Novo mesto (od 2006 roku).
Archidiecezja lublańska dzieli się na 4 archidiakonaty, w skład których wchodzi 17 dekanatów i 234 parafie.
| Lp. | Archidiakonat                         | Dekanaty                                                                                                | Liczba parafii | Archidiakon              |
| --- | ------------------------------------- | --- | -------------- | ------------------------ |
| I   | Archidiakonat Lublański               | Ljubljana – Center (8), Ljubljana – Moste (15), Ljubljana – Šentvid (13), Ljubljana – Vič/Rakovnik (13) | 49             | ks. dr Peter Kvaternik   |
| II  | Archidiakonat Gorenjski               | Radovljica (24), Kranj (11), Šenčur (10), Tržič (9), Škofja Loka (22)                                   | 76             | ks. prałat Anton Slabe   |
| III | Archidiakonat Gorenjske in Zasavje    | Kamnik (15), Domžale (18), Litija (13), Zagorje (12)                                                    | 58             | ks dr Franc Šuštar       |
| IV  | Archidiakonat Dolenjsko in Notranjsko | Vrhnika (14), Cerknica (11), Ribnica (14), Grosuplje (12)                                               | 51             | ks. prałat Anton Markelj |

## Biskupi
- ordynariusz – abp Stanislav Zore
- biskup pomocniczy – bp Anton Jamnik
- biskup pomocniczy – bp Franc Šuštar

## Główne świątynie[2]
- Archikatedra św. Mikołaja w Lublanie
- Bazylika mniejsza Pomocy Najświętszej Maryi Panny w Brezje
- Bazylika mniejsza Matki Boskiej Bolesnej w klasztorze cystersów w Stična